# Tadukhepa
Tadukhepa, en llengua hurrita Tadu-Hepa, va ser una princesa del regne de Mitanni. Era filla del rei Tushratta de Mitanni i de la reina Juni, i neboda d'Artashumara. La tia de Tadukhipa, Gilukhepa (germana de Tushratta), s'havia casat amb el faraó Amenhotep III en el seu desè any de regnat. Tadukhipa també s'hi casarà més de dues dècades després.

## Vida
Tadukhipa era filla del rei Tushratta de Mitanni, que es creu que va regnar c. 1382 aC–1342 aC. Es creu que va néixer al voltant de l'any 21 del regnat del faraó egipci Amenhotep III (c. 1366 aC). Gairebé no se sap res dels seus primers anys. Aproximadament l'any 36 del regnat d'Amenhotep (c. 1352), Tushratta la va enviar a Egipte per casar-la amb el faraó, que era un aliat. Tushratta havia demanat que la seva filla es convertís en Gran Esposa Reial, tot i que aquesta posició l'ocupava la reina Tiy. En canvi, Amenhotep III mai va enviar les estàtues daurades que havia ofert i, després de la seva mort, Tushratta va enviar unes missives queixant-se de la manca de reciprocitat.
Tadukhipa apareix en set de les tretze cartes d'Amarna de Tushratta, d'aproximadament el 1350-1340 aC.

### La vida a Egipte
El rei Tushratta va enviar la seva filla a Egipte amb molts regals per al faraó Amenhotep. Aquests regals incloïen: un carro banyat d'or amb incrustacions de pedres precioses, un parell de cavalls, una llitera adornada amb or i pedres precioses, roba i peces de vestir, una sella de muntar adornada amb àguiles d'or, joies com polseres, braçalets i altres adorns. i un cofre gran per contenir tots aquests objectes. Amenhotep s'havia ofert a enviar estatuts d'or a Tushratta com a part de l'acord matrimonial. Tot i així, no sembla que els regals haguessin arribat a Mitanni.

Tadukhepa en cuneïforme.

Tushratta havia demanat que la seva filla es convertís en la Gran Esposa Reial d'Amenhotep. Tanmateix, el càrrec ja l'ocupava per la reina Tiy. Amenhotep III va morir poc després de l'arribada de Tadukhipa a Egipte i el seu fill, Amenhotep IV, es va convertir en faraó. L'existència de Tadukhipa a Egipte s'acredita a través de les cartes d'Amarna que l'esmenten, incloses les missives que Tushratta va enviar demanant els estatuts d'or que li havia promès Amenhotep III.
S'ha especulat que Tadukhipa s'hauria tornat a casar amb Amenhotep IV, però no s'ha pogut demostrat de manera concloent.

## Identificació amb Kiya o Nefertiti
Alguns estudiosos han identificat Tadukhipa amb Kiya, una dona coneguda d'Akhenaton. S'ha suggerit que la història de Kiya pot ser la font de la història del Nou Regne anomenada El conte de dos germans. Aquesta faula explica la història de com el faraó es va enamorar d'una bella dona estrangera després d'olorar els seus cabells. Si Tadukhipa hagués estat coneguda més tard com a Kiya, hauria viscut llavors a Amarna on hi tenia el seu propi parasol i on hauria estat representada amb el faraó i almenys una filla.

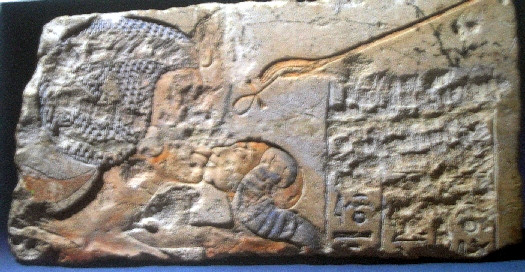
Talatat que representa Kiya i un nen, a qui un raig d'Aten ofereix lankh.

Altres com Petrie, Drioton i Vandier han suggerit que Tadukhipa hauria rebut un nou nom després de convertir-se en la consort d'Akhenaton i que se l'ha d'identificar la famosa reina Nefertiti. Aquesta teoria suggereix que el nom de Nefertiti "la bella ha arribat" fa referència a un origen estranger, com ho podria ser l'origen Mitanni de Tadukhipa. Seele, Meyer i altres han assenyalat que Tey, dona d'Ay, tenia el títol d'infermera de Nefertiti, i que això argumenta en contra d'aquesta identificació. Una princesa madura que arribés a Egipte no necessitaria una infermera.